# Beierstedt
Beierstedt település Németországban, azon belül Alsó-Szászország tartományban. Lakosainak száma 354 fő (2023. december 31.).

## Népesség
A település népességének változása:
| Lakosok száma | 403  | 376  | 365  | 371  | 367  | 362  | 354  |
|               | 2014 | 2016 | 2017 | 2019 | 2021 | 2022 | 2023 |